# Kosne Luke
Kosne Luke su naseljeno mjesto u općini Jablanica, Federacija Bosne i Hercegovine, BiH.

## Stanovništvo

### 1991.
Nacionalni sastav stanovništva 1991. godine, bio je sljedeći:
ukupno: 29
- Hrvati - 29

### 2013.
Nacionalni sastav stanovništva 2013. godine, bio je sljedeći:
ukupno: 18
- Hrvati - 18